# Hydrotaea tersa
Hydrotaea tersa är en tvåvingeart som först beskrevs av Christian Rudolph Wilhelm Wiedemann 1830.  Hydrotaea tersa ingår i släktet Hydrotaea och familjen husflugor. Inga underarter finns listade i Catalogue of Life.